# Hugues Duboscq
Hugues Duboscq (Francia, 29 de agosto de 1981) es un nadador francés especializado en pruebas de corta y media distancia estilo braza, donde consiguió ser medallista de bronce olímpico en 2008 en los 100 metros y 200 metros.

## Carrera deportiva
En los Juegos Olímpicos de Pekín 2008 ganó la medalla de bronce en los 100 metros braza, con un tiempo de 59.37 segundos, tras el japonés Kosuke Kitajima y el noruego Alexander Dale Oen; y también el bronce en los 200 metros braza, con un tiempo de 2:08.94 segundos, de nuevo tras el japonés Kosuke Kitajima y el australiano Brenton Rickard.